# Црно вино
Црно или (помодно) црвено вино је алкохолно пиће које настаје ферментацијом грожђа и грожђаног сока. Пића слична вину могу се производити ферментацијом другог воћа и цвећа: (воћно вино, јечма, пиринча (саке), меда (медовина), па чак и од биља (кинеско вино). Реч вино и његови еквиваленти су у многим земљама заштићени законом и његова производња се контролише. Наука која се бави проучавањем вина зове се енологија.
Процес производње црног вина започиње ферментацијом. Током ње, мехурићи гаса избацују кожице на површину посуде за врење (данас углавном челичних танкова) у којој се врши ферментација. Кожице је потребно вратити назад из два разлога: један је боја и укус, а други чињеница да уколико би им се дозволило да се осуше на површини, постале би погодан медијум за развитак микроорганизама па и ризик за контаминацију смеше. Идеална температура за ферментацију црног вина је 29–30° C. По завршеној ферментацији, приступа се пресовању. Користе се специјалне пресе, за финија вина користи се мањи притисак и обрнуто. Прво вино које се само оцеди се чува одвојено од оног добијеног под притиском.
Најпознатије врсте црних вина су:
- Каберне совињон - Cabernet Sauvignon
- Мерлот - Merlot
- Пино ноар - Pinot Noir
- Шираз - Syrah/Shiraz
- Санђиовезе - Sangiovese
- Барбера - Barbera
- Каберне франк - Cabernet franc
- Гаме - Gamay
- Гренш - Grenache
- Малбек - Malbec
- Мурведре - Mourvedre
- Небиоло - Nebbiolo
- Пинотаж - Pinotage
- Темпранило - Tempranillo
- Црљенак - Zinfandel (Crljenak)
- Карманере - Carmenere
- Петит ширах - Petite Sirah

## Продукција

### Прерада грожђа
Први корак у производњи црног вина, након бербе, подразумева физичку прераду грожђа. Ручно убрано или машински обрано грожђе се обично сипа у канту за пријем када стигне у винарију и преноси се помоћу вијчаног механизма до опреме за прераду грожђа.

### Уклањање петељки и дробљење
По доласку у винарију обично је присутна мешавина појединачних бобица, целих гроздова (посебно код ручно браног грожђа), стабљика и листова. Присуство петељки током ферментације може довести до горког укуса у вину, а сврха уклањања петељке је да се грожђе одвоји од петељки и листова. Механички одвајање петељки се обично обавља помоћу ротирајућег кавеза са перфорираним рупама величине грожђа. Унутар овог кавеза налази се концентрична осовина са краковима који зраче према унутрашњој површини кавеза. Грожђе пролази кроз рупе у кавезу, док се стабљике и листови избацују кроз отворени крај кавеза.
Након уклањања петељки, грожђе се обично лагано дроби. Дробилице се обично састоје од пара ваљака, а размак између њих се обично може регулисати како би се омогућило лагана, тврда или без дробљења операција, у складу са преференцијама винара.
Мешавина грожђа, кожице, сока и семенки сада се назива шира или мошт. Мошт се затим пумпа у посуду, често резервоар од нерђајућег челика или бетона, или храстову бачву, за ферментацију.
Као и већина савремене опреме за производњу вина, дестемери и дробилице се обично праве од нерђајућег челика (нерђајући челик за храну за оне делове који долазе у физички контакт са грожђем).

### Додаци по доспећу
Конзерванс сумпор диоксид се обично додаје када грожђе стигне у винарију. Стопа додавања варира од нуле, за савршено здраво грожђе, до 70 mg/литар, за грожђе са високим процентом трулежи. Сврха је да се спречи оксидација, а понекад и да се одложи почетак ферментације.
Ензими за мацерацију (на пример глуканазе) такође могу да се додају у овој фази, да помогну екстракцију боје и укуса воћа из коре и да олакшају пресовање.
Танин се може додати сада, касније у процесу производње вина, или никако. Танин се може додати да стабилизује боју, да спречи оксидацију и да помогне у борби против ефеката трулежи.

### Хлађење шире
Неки винари више воле да охладе мошт на око 10°C (50°F), да би омогућили период мацерације пре ферментације („хладно намакање“), у трајању између једног и четири дана. Идеја је да се ароме боје и воћа екстрахују у водени раствор, без екстракције танина која се одвија у пост-ферментационој мацерацији када је присутан алкохол. Ова пракса није универзална и вероватно је чешћа у земљама које се баве производњом вина у Новом свету.

### Инокулација и ферментација
Када се мошт нађе у посуди за ферментацију, квасац природно присутан на кожици грожђа или у околини, пре или касније ће започети алкохолну ферментацију, у којој се шећери присутни у шири претварају у алкохол са угљен-диоксидом и топлотом као нуспроизводима. Многи винари, међутим, преферирају да ближе контролишу процес ферментације додавањем посебно одабраних квасаца обично врсте Saccharomyces ellipsoideous. У продаји је доступно неколико стотина различитих сојева винског квасца, и многи винари верују да су одређени сојеви мање-више погодни за винификацију различитих сорти грожђа и различитих стилова вина. Такође је уобичајено додавање хранљивих састојака квасца у овој фази, често у облику диамонијум фосфата.

### Препумпавање
Убрзо након што се мошт стави у посуду за ферментацију, долази до раздвајања чврсте и течне фазе. Коже испливају на површину, формирајући капу. Да би се подстакла ефикасна екстракција компоненти боје и укуса, важно је максимизирати контакт између поклопца коже и течне фазе. Ово се може постићи:
- пропумпавањем (пумпање течности са дна резервоара и прскање преко пливајућег поклопца; обично би се то радило неколико пута дневно током ферментације)
- пробијање поклопца (било ручно или коришћењем аутоматизованог механичког система)
- потапање поклопца (поклопац се држи испод површине течне фазе помоћу физичког ограничења)
- одвод и повратак (све горе наведене технике могу бити допуњене операцијом одвода и враћања, у којој се течна фаза одводи са коже у другу посуду, а затим пумпа назад преко коже)

### Контрола температуре
Ферментација производи топлоту и ако се не контролише температура ферментације може да пређе 40°C (104°F), што може нарушити укус и чак убити квасац. Због тога се температура често контролише коришћењем различитих расхладних система. Винари имају различита мишљења о идеалној температури за ферментацију, али генерално ниже температуре (25-28°C; 77–82,4°F) производе воћна црвена вина за рано испијање док више температуре (28-35°C; 82,4-95°F) производе више танинска вина дизајнирана за дуго одлежавање.

### Након ферментације
Винари обично проверавају густину и температуру ферментирајућег мошта једном или два пута дневно. Густина је пропорционална садржају шећера и очекује се да ће опадати сваког дана како се шећер ферментацијом претвара у алкохол.

### Пресовање
Пресовање у винарству је процес у коме се из грожђа издваја сок. То се може урадити уз помоћ пресе за вино, ручно или чак тежином самих бобица грожђа и гроздова. Историјски гледано, нетакнути гроздови су гажени ногама, али у већини винарија данас се грожђе пропушта кроз дробилицу/одвајач петељки која уклања појединачне бобице грожђа са стабљика и ломи кожицу, ослобађајући мало сока, пре него што се пресује. Постоје изузеци, као што је случај производње пенушавог вина у регионима као што је Шампањ, где се грожђе традиционално цеди у цео грозд заједно са петељкама да би се произвео светлији мошт са малим фенолним садржајем.
У производњи белог вина, пресовање се обично одвија одмах након дробљења и пре примарне ферментације. У производњи црног вина, грожђе се такође дроби, али се пресовање обично не врши до краја или близу краја ферментације, како би се у контакту сока и грожђа из покожице испуштала боја, танини и други фенолни садржај. Отприлике 60-70% расположивог сока унутар бобица грожђа, слободног сока, може се ослободити процесом дробљења и не захтева употребу пресе. Преосталих 30-40% добијених пресовањем може имати виши pH ниво, нижу титрабилну киселост, потенцијално већу испарљиву киселост и већи садржај фенола од слободног сока у зависности од количине притиска и кидања коре и производиће више адстрингента, винске горчине.

### Старење
Већина црног вина одлежава неко време пре флаширања, мада то може да варира од неколико дана, у случају Нови божоле до 18 месеци или више у случају врхунских бордо црвених вина. Старење се може одвијати у резервоарима од нерђајућег челика или бетона, или у малим или великим храстовим бачвама. Ове последње дају известан укус вину у зависности од њихове старости и величине (мала, нова бурад дају више укуса од великих, старијих буради).